# Nie znasz mnie
Nie znasz mnie è il secondo album di studio della cantante pop-rock polacca Ewelina Flinta, pubblicato dall'etichetta discografica Sony BMG nel 2005. Ha venduto più di 20 000 copie in Polonia. Da esso sono stati lanciati due singoli, che hanno entrambi raggiunto il numero 2 nella classifica dei singoli in Polonia.

## Tracklist
1. Poczekam – 4:09
2. Nie znasz mnie – 3:49
3. Jak przepowiednia – 3:50
4. Wiele jest dróg – 3:54
5. Tak zrób – 2:22
6. Nieskończona historia – 4:11
7. Chroń mnie – 4:16
8. Kusiciel – 2:50
9. Nie widać moich łez – 3:28
10. Stąd do wczoraj – 3:17
11. Odejdę – 3:36
12. Oni – 3:31
13. Laura – 3:15
14. Uwierz – 4:05
15. Odkryj mnie – 4:08

## Classifiche
| Classifica (2005) | Posizione massima |
| ----------------- | ----------------- |
| Polonia           | 6                 |